# Lidrezing
Lidrezing là một xã trong vùng hành chính Lothringen, thuộc tỉnh Moselle, quận Château-Salins, tổng Dieuze. Tọa độ địa lý của xã là 48° 53' vĩ độ bắc, 06° 41' kinh độ đông. Lidrezing nằm trên độ cao trung bình là m mét trên mực nước biển, có điểm thấp nhất là 242 mét và điểm cao nhất là 346 mét. Xã có diện tích 10,04 km², dân số vào thời điểm 2004 là 90 người; mật độ dân số là 9,5 người/km². Lidrezing nằm về phía đông của Metz.

## Thông tin nhân khẩu
| 1962 | 1968 | 1975 | 1982 | 1990 | 1999 |
| ---- | ---- | ---- | ---- | ---- | ---- |
| 125  | 128  | 102  | 92   | 76   | 81   |